# Betty Brey
Elizabeth Evadna Brey, geborene Mullen, (* 23. November 1931 in Weissport, Pennsylvania; † 21. März 2015 in Lake Mary, Florida) war eine US-amerikanische Schwimmerin.
Brey nahm für die USA an den Olympischen Sommerspielen 1956 in Melbourne teil. Sie war Teil der US-amerikanischen 4-mal-100-Meter-Staffel, die Silber gewann, kam dabei aber nur in den Vorläufen zum Einsatz. Zuvor hatte sie bereits an den Panamerikanischen Spielen 1951 und 1955 teilgenommen und dabei zwei Gold- und Silbermedaillen gewonnen.
Nach ihrer aktiven Karriere wurde sie Schwimmtrainerin an der George Washington University.